# Saint-Cyr-de-Favières
Saint-Cyr-de-Favières és un municipi francès situat al departament del Loira i a la regió d'Alvèrnia-Roine-Alps. L'any 2007 tenia 805 habitants.

## Demografia

### Població
El 2007 la població de fet de Saint-Cyr-de-Favières era de 805 persones. Hi havia 292 famílies de les quals 52 eren unipersonals (40 homes vivint sols i 12 dones vivint soles), 88 parelles sense fills, 128 parelles amb fills i 24 famílies monoparentals amb fills.
La població ha evolucionat segons el següent gràfic:
Habitants censats

### Habitatges
El 2007 hi havia 323 habitatges, 294 eren l'habitatge principal de la família, 12 eren segones residències i 17 estaven desocupats. 306 eren cases i 15 eren apartaments. Dels 294 habitatges principals, 234 estaven ocupats pels seus propietaris, 52 estaven llogats i ocupats pels llogaters i 8 estaven cedits a títol gratuït; 2 tenien una cambra, 8 en tenien dues, 29 en tenien tres, 67 en tenien quatre i 188 en tenien cinc o més. 232 habitatges disposaven pel capbaix d'una plaça de pàrquing. A 102 habitatges hi havia un automòbil i a 175 n'hi havia dos o més.

### Piràmide de població
La piràmide de població per edats i sexe el 2009 era:
| Homes | Edats   | Dones |
| ----- | ------- | ----- |
| 0     | 95 o +  | 0     |
| 0     | 90 a 94 | 0     |
| 0     | 85 a 89 | 0     |
| 0     | 80 a 84 | 0     |
| 4     | 75 a 79 | 8     |
| 8     | 70 a 74 | 8     |
| 16    | 65 a 69 | 16    |
| 28    | 60 a 64 | 20    |
| 12    | 55 a 59 | 16    |
| 40    | 50 a 54 | 48    |
| 32    | 45 a 49 | 24    |
| 24    | 40 a 44 | 40    |
| 24    | 35 a 39 | 24    |
| 24    | 30 a 34 | 16    |
| 20    | 25 a 29 | 36    |
| 32    | 20 a 24 | 12    |
| 32    | 15 a 19 | 24    |
| 16    | 10 a 14 | 24    |
| 36    | 5 a 9   | 28    |
| 36    | 0 a 4   | 20    |

## Economia
El 2007 la població en edat de treballar era de 527 persones, 399 eren actives i 128 eren inactives. De les 399 persones actives 366 estaven ocupades (213 homes i 153 dones) i 33 estaven aturades (10 homes i 23 dones). De les 128 persones inactives 46 estaven jubilades, 44 estaven estudiant i 38 estaven classificades com a «altres inactius».

### Ingressos
El 2009 a Saint-Cyr-de-Favières hi havia 288 unitats fiscals que integraven 820 persones, la mediana anual d'ingressos fiscals per persona era de 17.694,5 €.

### Activitats econòmiques
Dels 31 establiments que hi havia el 2007, 2 eren d'empreses de fabricació d'altres productes industrials, 8 d'empreses de construcció, 6 d'empreses de comerç i reparació d'automòbils, 1 d'una empresa de transport, 3 d'empreses d'hostatgeria i restauració, 3 d'empreses immobiliàries, 5 d'empreses de serveis i 3 d'empreses classificades com a «altres activitats de serveis».
Dels 11 establiments de servei als particulars que hi havia el 2009, 1 era un paleta, 1 guixaire pintor, 1 fusteria, 1 lampisteria, 2 electricistes, 1 perruqueria, 3 restaurants i 1 saló de bellesa.
L'únic establiment comercial que hi havia el 2009 era una botiga d'electrodomèstics.
L'any 2000 a Saint-Cyr-de-Favières hi havia 26 explotacions agrícoles que ocupaven un total de 990 hectàrees.

## Equipaments sanitaris i escolars
El 2009 hi havia 1 escola elemental i 1 escola elemental integrada dins d'un grup escolar amb les comunes properes formant una escola dispersa.

## Poblacions més properes
El següent diagrama mostra les poblacions més properes.